# 有馬直和
有馬 直和（ありま なおかず、1927年（昭和2年）1月26日 - 2013年（平成25年）6月3日）は、昭和から平成時代の政治家。実業家。福岡県直方市長。

## 経歴
福岡県出身。1948年（昭和23年）熊本工業専門学校採鉱科（現熊本大学工学部）卒業。
1952年（昭和27年）有馬鉱業専務、1964年（昭和39年）同社長を経て、1979年（昭和54年）以来、直方市長に4選。1995年（平成7年）引退した。
2013年（平成25年）6月3日、心不全のため死去した。

## 栄典
勲章等
- 1997年（平成9年） - 勲四等瑞宝章[4]